# Kaplice
Kaplice (niem. Kaplitz) − miasto w Czechach, w kraju południowoczeskim. Według danych z 31 grudnia 2003 powierzchnia miasta wynosiła 4 087 ha, a liczba jego mieszkańców 7 195 osób.

## Demografia
| Rok             | 1970  | 1980  | 1991  | 2001  | 2003  |
| --------------- | ----- | ----- | ----- | ----- | ----- |
| Liczba ludności | 4 393 | 5 402 | 7 111 | 7 125 | 7 195 |

Źródło: Czeski Urząd Statystyczny

## Miasta partnerskie
- Freistadt